# David M. Raup
David M. Raup (24 de abril de 1933 – 9 de julho de 2015) foi um iconoclasta e influente paleontólogo da Universidade de Chicago, que desafiou doutrinas aceitas com registros de fósseis baseadas em análises de dados. Raup contribuiu para o conhecimento dos eventos de extinção junto com seu colega Jack Sepkoski. Eles sugeriram que a extinção dos dinossauros há 66 milhões de anos era parte de um ciclo de extinções em massa susceptíveis a ocorrer a cada 26 milhões de anos. Raup também ensinou na Caltech, Johns Hopkins e da Universidade de Rochester.
Ele nunca desenterrou um dinossauro, mas foi o primeiro presidente da Sociedade de Paleontologia (uma associação profissional internacional fundada há mais de um século), e nunca teve formalmente descrito uma nova espécie na literatura científica.